# Bernard Gauthier
Bernard Gauthier (Beaumont-Monteux, 22 settembre 1924 – La Tronche, 23 novembre 2018) è stato un ciclista su strada e dirigente sportivo francese.
Professionista tra il 1946 e il 1961, vinse quattro edizioni della Bordeaux-Parigi e una tappa al Tour de France.

## Carriera
Attivo dal 1948 al 1961 con i colori della Mercier, ottenne come principali vittorie da professionista una tappa al Tour de France 1948, quattro edizioni della Bordeaux-Parigi (1951, 1954, 1956 e 1957), due tappe al Giro del Delfinato nel 1954, una tappa alla Parigi-Nizza e una al Delfinato nel 1955, i campionati francesi e una tappa al Gran Premio Ciclomotoristico (ex Roma-Napoli-Roma) nel 1956. Partecipò a dieci edizioni del Tour de France e a tre campionati del mondo per professionisti.

## Palmarès
- 1946 (Follis, due vittorie)

Tour de Haute-Savoie
Campionati del Delfinato, Prova in linea
- 1947 (Follis, tre vittorie)

Annemasse-Bellegarde et Retour
Bourg-Genève-Bourg
Circuit Lyonnais
- 1948 (Mercier, una vittoria)

20ª tappa Tour de France (Liegi > Roubaix)
- 1950 (Mercier, una vittoria)

1ª tappa Parigi-Saint-Étienne
- 1951 (Mercier, una vittoria)

Bordeaux-Parigi
- 1952 (Mercier, tre vittorie)

Grand Prix de l'Écho d'Alger
1ª tappa Tour du Sud-Est
Classifica generale Tour du Sud-Est
- 1953 (Mercier, una vittoria)

Grand Prix du Pneumatique (Montluçon > Montluçon)
- 1954 (Mercier, quattro vittorie)

Grand Prix Catox (Marsiglia > Marsiglia)
1ª tappa Giro del Delfinato
8ª tappa Giro del Delfinato
Bordeaux-Parigi
- 1955 (Mercier, tre vittorie)

2ª tappa Parigi-Nizza (Nevers > Saint-Étienne)
3ª tappa, 2ª semitappa Driedaagse van Antwerpen (Turnhout > Anversa)
8ª tappa Giro del Delfinato (Avignone > Grenoble)
- 1956 (Mercier, cinque vittorie)

4ª tappa, 1ª semitappa Gran Premio Ciclomotoristico (Fiuggi > Caserta)
Bordeaux-Parigi
Campionati francesi, Prova in linea
Critérium des As
Challenge Sedis
- 1957 (Mercier, una vittoria)

Bordeaux-Parigi
- 1958 (Mercier, una vittoria)

Classifica generale Tour du Sud-Est
- 1959 (Mercier, una vittoria)

Grand Prix de l'Écho d'Oran

### Altri successi
- 1950

Criterium di Blanzy
- 1956

Criterium di Montigny-en-Gohelle
- 1958

Criterium di Riom
- 1961

Criterium di Miniac-Morvan

## Piazzamenti

### Grandi Giri
- Tour de France

1947: 22º
1948: 24º
1949: ritirato (10ª tappa)
1950: 17º
1951: 26º
1952: 63º
1953: 75º
1955: 46º
1959: fuori tempo massimo (13ª tappa)
1960: 79º

### Classiche monumento
- Milano-Sanremo

1948: 8º
1954: 13º
1955: 2º
1956: 37º
1957: 17º
- Giro delle Fiandre

1951: 2º
1953: 3º
1955: 4º
1957: 16º
1960: 21º
- Parigi-Roubaix

1949: 93º
1951: 7º
1952: 12º
1953: 14º
1954: 50º
1955: 8º
1956: 5º
1957: 13º
1959: 28º
1960: 32º
1961: 48º
- Giro di Lombardia

1956: 20º
1958: 27º

### Competizioni mondiali
- Campionati del mondo

Solingen 1954 - In linea: ritirato
Copenaghen 1956 - In linea: 16º
Waregem 1957 - In linea: 19º